# Мексика на летних Олимпийских играх 1972
Мексика принимала участие в Летних Олимпийских играх 1972 года в Мюнхене (ФРГ) в двенадцатый раз за свою историю, и завоевала одну серебряную медаль. Сборная страны состояла из 174 спортсменов (152 мужчины, 22 женщины).

## Серебро
- Бокс, мужчины — Альфонсо Самора.

## Результаты соревнований

### Академическая гребля
В следующий раунд из каждого заезда проходили несколько лучших экипажей (в зависимости от дисциплины). В финал A выходили 6 сильнейших экипажей, ещё 6 экипажей, выбывших в полуфинале, распределяли места в финале B.
Мужчины
| Соревнование | Спортсмены                 | Предварительный заезд | Предварительный заезд | Предварительный заезд | Отборочный заезд | Отборочный заезд | Отборочный заезд | Полуфинал             | Полуфинал             | Полуфинал             | Финал                 | Финал                 | Итоговое место        |                       |
| Соревнование | Спортсмены                 | Заезд                 | Время                 | Место                 | Заезд            | Время            | Место            | Заезд                 | Время                 | Место                 | Время                 | Место                 | Итоговое место        |                       |
| ------------ | -------------------------- | --------------------- | --------------------- | --------------------- | ---------------- | ---------------- | ---------------- | --------------------- | --------------------- | --------------------- | --------------------- | --------------------- | --------------------- | --------------------- |
| одиночки     | Гильермо Спамер            | 1                     | 8:38,63               | 6                     | 3                | 8:40,76          | 5                | завершил выступление  | завершил выступление  | завершил выступление  | завершил выступление  | завершил выступление  | завершил выступление  | завершил выступление  |
| двойки       | Хосе Луис Рион Мигель Руис | 1                     | 7:59,53               | 5                     | 1                | 8:15,97          | 4                | завершили выступление | завершили выступление | завершили выступление | завершили выступление | завершили выступление | завершили выступление | завершили выступление |